# Bracciano
Bracciano är en ort och kommun i storstadsregionen Rom, innan 2015 provinsen Rom, i regionen Lazio i Italien. Kommunen hade 19 077 invånare (2018) och gränsar till kommunerna Anguillara Sabazia, Manziana, Trevignano Romano, Oriolo Romano, Cerveteri, Bassano Romano, Sutri och Tolfa